# ラストキス〜最後にキスするデート
『ラストキス〜最後にキスするデート』（ラストキス さいごにキスするデート）は、TBSテレビで火曜版「テッペン!」枠（毎週火曜23:53 - 翌0:38）で放送されていたバラエティ番組である。2015年10月27日開始、2016年3月22日終了。2015年4月4日未明（3日深夜）にパイロット版で放送され、好評だったことからレギュラー化になった。レギュラー終了後は、特番として度々放送されている。2018年12月21日より2019年3月1日まで動画配信サービスParaviにて新シリーズが配信された。

## 概要
初対面の芸能人の男女が1日限定でカップルとなり、流行のスポットなどを巡る。デートの最後には必ずキスをするというルールが定められている。

## 出演
- DAIGO

## 放送リスト
| 2015年       | 2015年                  | 2015年                                                                             | 2015年                           | 2015年                     |
| 回           | 放送日                  | スタジオゲスト                                                                     | デートをする芸能人               | 備考                       |
| ------------ | ----------------------- | ---------------------------------------------------------------------------------- | -------------------------------- | -------------------------- |
| パイロット版 | 2015年 4月4日（土曜日） | 浅田舞、SHELLY、高岡早紀、高橋メアリージュン                                       | 久住小春×ロビン、高橋ユウ×藤田富 | 0:20 - 1:20に放送。        |
| 1            | 2015年 10月27日         | 筧美和子、hitomi、松岡茉優                                                         | 宮城舞×蕨野友也                  | 23:55 - 翌0:40に放送。     |
| 2            | 11月3日                 | 道端アンジェリカ、MALIA.、おのののか                                               | 春香クリスティーン×シュネル      | 23:55 - 翌0:40に放送。     |
| 3            | 11月11日（水曜日）      | 鈴木奈々、chay、藤井リナ、渡辺直美                                                 | 平尾優美花×神永圭佑              | 0:23 - 1:08に放送。        |
| 4            | 11月18日（水曜日）      | 菊地亜美、島崎遥香、鈴木奈々、辺見えみり                                           | izu×北代高士                     | 0:23 - 1:08に放送。        |
| 5            | 11月24日                | IMALU、指原莉乃、真野恵里菜、渡辺直美                                              |                                  |                            |
| 6            | 12月1日                 | 絵美里、MALIA.、丸高愛実、光宗薫                                                   | 橋本マナミ×久保田秀敏            |                            |
| 7            | 12月8日                 | 浅田舞、加藤夏希、舟山久美子、LIZA                                                 | 小松彩夏×君沢ユウキ              |                            |
| 8            | 12月15日                | 浅尾美和、舟山久美子、光宗薫、渡辺直美                                             | 西川瑞希×榊原徹士                |                            |
| 9            | 12月22日                | ヨンア、松井玲奈、鈴木奈々、馬場典子、いとうあさこ、黒沢かずこ、やしろ優、渡辺直美 | 鈴木あや×小林豊                  | 30分拡大（23:53 - 翌1:08） |

| 2016年  | 2016年             | 2016年                                                           | 2016年                  | 2016年              |
| 回      | 放送日             | スタジオゲスト                                                   | デートをする芸能人      | 備考                |
| ------- | ------------------ | ---------------------------------------------------------------- | ----------------------- | ------------------- |
| 10      | 1月13日（水曜日）  | 足立梨花、柳原可奈子、渡辺直美、ナジャ・グランディーバ、陣内智則 | 瑛茉ジャスミン×太田宏介 | 0:08 - 0:53に放送。 |
| 11      | 1月19日            | 鈴木奈々、益若つばさ、向井慧、吉木りさ、渡辺直美                 | 菅野結以×伊万里有       |                     |
| 12      | 1月26日            | 出水麻衣、吉田明世、笹川友里、宇垣美里、宇内梨沙                 |                         |                     |
| 13      | 2月2日             | 伊藤千晃、井戸田潤、貫地谷しほり、SHIHO                          | ダコタ・ローズ×森公平   |                     |
| 14      | 2月9日             | 小沢一敬、酒井若菜、YOU、SHIHO                                   | 橋本甜歌×三嶋時人       |                     |
| 15      | 2月16日            | 井上裕介、ぺこ&りゅうちぇる、YOU                                 | 河西美希×北見寛明       |                     |
| 16      | 2月23日            | 筧美和子、田丸麻紀、藤田ニコル、ノブ                             | 祥子×長濱慎             |                     |
| 17      | 3月1日             | 北原里英、高橋茂雄、藤田ニコル、宮城舞                           | 藤社優美×宮城大樹       |                     |
| 18      | 3月8日             | 綾部祐二、石川恋、河北麻友子、柳原可奈子                         | 川辺優紀子×井出卓也     |                     |
| 19      | 3月15日            | 入山杏奈、西川史子、陣内智則、横澤夏子                           | 宮沢セイラ×卜部功也     |                     |
| 20      | 3月22日            | 朝比奈彩、板野友美、高岡早紀、YOU、渡辺直美                      | 佐藤聖羅×崎本大海       |                     |
| 復活SP  | 6月18日（土曜日）  | 指原莉乃、高岡早紀、柳原可奈子、若槻千夏、綾部祐二               | 永尾まりや×小南光司     | 0:20 - 1:20に放送。 |
| SP      | 10月1日（土曜日）  | 小籔千豊、SHELLY、最上もが、池田美優、綾部祐二、藤田ニコル       | 藤田ニコル×小野健斗     | 0:20 - 1:20に放送。 |
| XマスSP | 12月21日（水曜日） | 佐藤栞里、佐野ひなこ、YOU、りゅうちぇる、綾部祐二、藤田ニコル    | 松本愛×三谷怜央         | 0:25 - 1:40に放送。 |

| 2017年             | 2017年  | 2017年                                                     | 2017年                          | 2017年 |
| 回                 | 放送日  | スタジオゲスト                                             | デートをする芸能人              | 備考   |
| ------------------ | ------- | ---------------------------------------------------------- | ------------------------------- | ------ |
| 東京タラレバデート | 3月29日 | 大政絢、池田美優、小峠英二、泉里香                         | 大石絵里×中島健、DAIGO×内田理央 |        |
|                    | 6月28日 | 池田美優、井上咲楽、内田理央、高橋茂雄、林田岬優、YOU      | 伊藤寧々×たくぽん               |        |
|                    | 7月5日  | Iris、尼神インター、アンミカ、陣内智則、福原遥、藤田ニコル | 葉加瀬マイ×内藤秀一郎           |        |

| Paravi版 | Paravi版       | Paravi版                                                         | Paravi版                                           | Paravi版 |
| 回       | 配信日         | スタジオゲスト                                                   | デートをする芸能人                                 | 備考 |
| -------- | -------------- | ---------------------------------------------------------------- | -------------------------------------------------- | --- |
| #1       | 2018年12月21日 | 小宮有紗、須田亜香里（SKE48）、ゆきぽよ                          | 上野貴博（イケ家!）×進撃のノア                     | |
| #2       | 2018年12月28日 | 小宮有紗、須田亜香里（SKE48）、ゆきぽよ                          | 上野貴博（イケ家!）×進撃のノア                     | |
| #3       | 2019年1月25日  | 井上裕介（NON STYLE）、荒井レイラ、小宮有紗、須田亜香里（SKE48） | 井上裕介×荒井レイラ                                | 2016年クリスマスSP用に収録されていたが、井上の都合により放送中止となっていたものをスタジオ収録パートを撮り直して配信。 |
| #4       | 2019年2月1日   | 井上裕介（NON STYLE）、荒井レイラ、小宮有紗、須田亜香里（SKE48） | 井上裕介×荒井レイラ                                | 2016年クリスマスSP用に収録されていたが、井上の都合により放送中止となっていたものをスタジオ収録パートを撮り直して配信。 |
| #5       | 2019年2月22日  | 池田美優、吉村崇                                                 | 米重晃希×KAREN（CYBERJAPAN DANCERS）、Takuya×KAREN | |
| #6       | 2019年3月1日   | 池田美優、吉村崇                                                 | 米重晃希×KAREN（CYBERJAPAN DANCERS）、Takuya×KAREN | |

| 2019年 | 2019年 | 2019年                         | 2019年                               | 2019年 |
| 回     | 放送日 | スタジオゲスト                 | デートをする芸能人                   | 備考   |
| ------ | ------ | ------------------------------ | ------------------------------------ | ------ |
|        | 4月2日 | えなこ、夏菜、池田美優、吉村崇 | 瀧川鯉斗×ゆきぽよ、兼近大樹×ゆきぽよ |        |

## ネット局と放送時間
| 放送対象地域   | 放送局                    | 系列    | 放送期間                       | 放送日時                     | 備考       |
| -------------- | ------------------------- | ------- | ------------------------------ | ---------------------------- | ---------- |
| 関東広域圏     | TBSテレビ（TBS）          | TBS系列 | 2015年10月27日 - 2016年3月22日 | 火曜 23:53 - 翌0:38          | 製作局     |
| 北海道         | 北海道放送（HBC）         | TBS系列 | 2015年10月27日 - 2016年3月22日 | 火曜 23:53 - 翌0:38          | 同時ネット |
| 岩手県         | IBC岩手放送（IBC）        | TBS系列 | 2015年10月27日 - 2016年3月22日 | 火曜 23:53 - 翌0:38          | 同時ネット |
| 宮城県         | 東北放送（TBC）           | TBS系列 | 2015年10月27日 - 2016年3月22日 | 火曜 23:53 - 翌0:38          | 同時ネット |
| 山形県         | テレビユー山形（TUY）     | TBS系列 | 2015年10月27日 - 2016年3月22日 | 火曜 23:53 - 翌0:38          | 同時ネット |
| 福島県         | テレビユー福島（TUF）     | TBS系列 | 2015年10月27日 - 2016年3月22日 | 火曜 23:53 - 翌0:38          | 同時ネット |
| 新潟県         | 新潟放送（BSN）           | TBS系列 | 2015年10月27日 - 2016年3月22日 | 火曜 23:53 - 翌0:38          | 同時ネット |
| 長野県         | 信越放送（SBC）           | TBS系列 | 2015年10月27日 - 2016年3月22日 | 火曜 23:53 - 翌0:38          | 同時ネット |
| 静岡県         | 静岡放送（SBS）           | TBS系列 | 2015年10月27日 - 2016年3月22日 | 火曜 23:53 - 翌0:38          | 同時ネット |
| 鳥取県・島根県 | 山陰放送（BSS）           | TBS系列 | 2015年10月27日 - 2016年3月22日 | 火曜 23:53 - 翌0:38          | 同時ネット |
| 岡山県・香川県 | 山陽放送（RSK）           | TBS系列 | 2015年10月27日 - 2016年3月22日 | 火曜 23:53 - 翌0:38          | 同時ネット |
| 福岡県         | RKB毎日放送（RKB）        | TBS系列 | 2015年10月27日 - 2016年3月22日 | 火曜 23:53 - 翌0:38          | 同時ネット |
| 大分県         | 大分放送（OBS）           | TBS系列 | 2015年10月27日 - 2016年3月22日 | 火曜 23:53 - 翌0:38          | 同時ネット |
| 中京広域圏     | CBCテレビ（CBC）          | TBS系列 | 2015年11月3日 - 2016年4月27日  | 火曜 23:53 - 翌0:43          | 遅れネット |
| 広島県         | 中国放送（RCC）           | TBS系列 | 2015年11月11日 - 2016年4月23日 | 水曜 23:53 - 翌0:38          | 遅れネット |
| 富山県         | チューリップテレビ（TUT） | TBS系列 | 2015年12月9日 - 2016年4月13日  | 水曜 0:08 - 0:53（火曜深夜） | 遅れネット |
| 熊本県         | 熊本放送（RKK）           | TBS系列 | 2016年1月9日 - 3月19日         | 土曜 12:10 - 12:55           | 遅れネット |
| 近畿広域圏     | 毎日放送（MBS）           | TBS系列 | 2016年2月9日 - 7月9日          | 土曜 0:50 - 1:35（金曜深夜） | 遅れネット |

## スタッフ
- 構成：アリエシュンスケ
- TM：丹野至之（レギュラー版）、森享宏（特番）
- TD：中野啓
- カメラ：間島啓輔、呉敬訓
- VE：藤本剛、野上正樹、条川高広
- 音声：井上奈央子、角田彰久
- 照明：渋谷康治、木村郁恵
- CG：The King Maker
- 編集：大西裕太、山本研
- MA：脇田結花、岩野博昭、佐藤龍志、芝岡亜紗美
- 音効：石川佳則、沢井隆志（特番）
- 美術P/デザイン：木村真梨子
- 美術制作：岩井愛
- 装置：相良比佐雄(夫)（レギュラー版）、上田伶
- 装飾：高橋香織
- 花装飾：吉富有沙
- 電飾：入江智喜（レギュラー版）、小林賢次（特番）
- 持ち道具：寺澤麻由美（レギュラー版）、佐藤秀治（特番）
- アクリル装飾：佐川由美子（レギュラー版）、大和田木風(楓)（特番）
- 操作：小野寺浩
- 衣装：藤原ひとみ、渥美智恵（特番）
- ヘアメイク：大岩乃里子（レギュラー版）、遠藤敏子（特番）
- ロケメイク：脇坂美穂
- 技術協力：スウィッシュ・ジャパン、TBSテックス
- 編成：田口健介、御法川隼斗（御法川→レギュラー版のみ）、上田淳也（上田→特番のみ）
- 宣伝：井田香帆里、塩川篤史（塩川→レギュラー版のみ）
- TK：飛田磨由
- デスク：大澤麻子
- MP：稲見亜矢
- AD：川島圭太、吉原沙弥香、中山絵理、増田剛、岩本紗季、鈴木充昭、関根欧介、足立あかり、大原拓真、栗原直希、大倉康平
- ディレクター：野添みどり、早田翔、大内優介、高木佑、中村誠二、田島優、小松崎真彦
- AP：下條有紀、出浦寿恵、林貴恵
- 演出：平野彰子／柳信也、佐藤賢二、平野亮一、軸原資雄、加藤丈博
- 総合演出：冨田雅也
- プロデューサー：三島圭太、寺田淳史、大橋豪、荒井美妃、近藤徹也（近藤→特番のみ）
- 制作協力：Big Face、テレバイダー（テレ→特番のみ）
- 製作著作：TBS